# Меґґі Сімпсон
Маргарет «Меґґі» Сімпсон (англ. Margaret "Maggie" Simpson) — одна з головних героїв мультсеріалу «Сімпсони», найменша дочка Гомера Сімпсона та Мардж Сімпсон. Протягом усіх років серіалу Меґґі не росте і завжди залишається немовлям у повзунках та підгузку. Попри свій вік Меґґі потрапляє в різні пригоди разом зі своїм братом Бартом та сестрою Лісою. В одному з серіалів про майбутнє Ліси, Меґґі з'являється дорослою, але навіть там у неї немає слів. Ідею цього персонажу Метт Ґрейнінґ запозичив від своєї молодшої сестри Меґґі Ґрейнінґ.

## Опис

### В заставці
В заставці серіалу Мардж забуває Меґґі на прилавку, і касир пропускає її через касу, при цьому на апараті висвічується $847.63 — це сума місячних витрат на дитя в 1989 році. У серії «Грандіозний 138-й епізод Сімпсонів» вказується, що напис на касі — «Nra4ever» — жартівливе відсилання до нібито радикально правих поглядів творців шоу. З 10 серії 20-ого сезону ціна змінюється на $486.52. Потім Меґґі з матір'ю їдуть додому на машині. До дитячого сидіння прикріплено маленьке іграшкове кермо, і Меґґі повторює рухи Мардж, яка веде автомобіль.

### Народження і дитинство
Меґґі народилася 18 серпня 1986 року, оскільки вона фігурує у «Шоу Трейсі Ульман», яке виходило у 1987—1988. Потім дату її народження змістили на 1989 рік. Після появи 3-ї дитини, Гомер був змушеним повернутися на АЕС, звідки нещодавно звільнився. Тому на робочому місці він повісив багато фотографій Меґґі. Фотографії закрили частину таблички «Don't forget: you're here forever» (не забувай — ти тут назавжди), прикріпленої після повернення Гомера за наказом Бернса, і вийшло «Do it for her» (роби це заради неї).
Існує також інший варіант історії народження Меґґі, але оскільки вона була розкрита у спецвипуску на Хелловін («Treehouse of Horror IX»), то за канонами шоу є вигаданою. За цією версією справжнім батьком Меґґі є інопланетянин Канг. Свій перший день народження Меґґі відсвяткувала в серії «Lady Bouvier's Lover». На день народження до Меґґі прийшли тітки Патті та Сельма і навіть її бабуся Жаклін. Вважається, що в цій же серії вона вперше з'являється в сукні (насправді в сукні вона з'явилася ще раз в 17 сезоні, в «Homer's Paternity Coot»; приблизно о 13:15 за часом тривалості епізоду).

### Відмінні якості
Має схильність використовувати зброю всіх видів і вміє з нею поводитися: завдала важких поранень молотком Гомеру під впливом «Чуха й Сверблячки», робила замах на містера Бернса в епізоді "Хто стріляв в пана Бернза?". Крім того, Меґґі допомогла Гомеру позбутися мафіозі в епізоді «Poppa's Got a Brand New Badge». У цьому епізоді ми дізнаємося, що вона снайпер (всі представники кримінальної групи були поранені в праве плече) і потенційна проводирка мафії. Також вона любить грати з інструментами, наприклад, з дрилем («Lisa's Sax»). У повнометражному мультфільмі вона рятує Барта і Гомера від смерті, робить «трояндочку» з розбитої пляшки для молока, а також скочує величезний камінь на представника ЕРА, переводиться як ЕКО. У серії «Home Sweet Home-Diddily-Dum-Doodily» Меґґі під час сніданку складає тости в стопку і розбиває їх навпіл ребром долоні, як каратист — цеглу.
Меґґі практично не говорить. Вона зазвичай висловлює свої думки жестами та чмоканням смочка — її легко розуміють глядачі, але інші герої серіалу іноді просто не звертають на неї уваги. Навіть у серіях про майбутнє, глядачам так і не дають почути її голос. Слова Меґґі можна перерахувати на пальцях. У 10 епізоді 4 сезону («Lisa's First Word») вона говорить слово «тато». У 3 серії 7 сезону («Home Sweet Home-Diddily-Dum-Doodily») вона вимовляє «татусь-лапочка» (насправді «Оуклі-доуклі»), причому говорить це Фландерсу. Також у серії «Coming to Homerica» вона вимовляє слово дуже схоже на «так» (англ. «yeh»), коли вони наймають няню з Огденвілля. Також в одній з серій вона назвала Гомера «Товста матуся». Наприкінці серії «Treehouse of Horror IX», показаної на Хеллоуїн, Меґґі каже басом. У 6 серії 6 сезону, також показаної на Хелловін (Treehouse of Horror V), вона вбиває садівника Віллі сокирою і басом вимовляє: «Цей світ дуже відрізняється…». У 20 серії 20 сезону Меґґі промовила декілька фраз, хоч це і було в оповіданні, але голос Меґґі дуже сильно нагадував голос дорослої жінки. Також в титрах «Сімпсонів в кіно» вона вимовила слово «Сиквел».
Взимку Меґґі одягають у червоний комбінезон з капюшоном, в якому вона виглядає як геометрично правильна п'ятикутна зірочка.

### Досягнення та розвиток
Меґґі — для своїх років надзвичайно розвинута дитина. Така ж розвинена, як і її старша сестра Ліса. Вона довела, що може бути самостійною: після спецрозвиваючого курсу до кінця епізоду перестала потребувати допомоги матері і врятувала батька з ув'язнення в іншому місті.
У 20 серії 20 сезону Меґґі намалювала на стіні салону краси копію картини Ван Гога «Зоряна ніч».
У 13 серії 15 сезону йдеться, що її IQ 167, але потім виявляється, що їй допомагала Ліса.
Ледь не загинула в серії «Дитячий блюз Мо» через Гомера, який потрапив в аварію, і Меґґі вилетіла з машини, але її зловив Мо. В серії «Весілля Лізи та Пройдені свята майбутнього» Меґґі хотіла щось сказати, але їй не давали можливості.

### Відносини з людьми
Меґґі досить тепло ставиться до людей. Але є у неї й ворог — однобровий малюк Джеральд. У 18 серії 25 сезону було показано як в майбутньому вони цілуються.
Серед членів сім'ї Меґґі особливо виділяє маму. Гомер постійно забуває ім'я Меґґі та навіть те, що у нього взагалі є третя дитина, що є однією з повторюваних жартів серіалу.
У 2 епізоді 4 сезону (A Streetcar Named Marge) Меґґі на час віддали в ясла, де за правилами у всіх дітей відбирали смочки. Завдяки своїй кмітливості вона зуміла дістатися до відібраних смочок і повернула їх всім малюкам. Це говорить про її схильності до бунтарства і здібності співчувати іншим.

## Можливе майбутнє
- У серії «Future-Drama» з'являється на відеолистівці, де засмагає на пляжах Аляски, які з'явилися в результаті глобального потепління, і бачить змученого білого ведмедя.
- У серії «Lisa's Wedding» показана такою ж бунтаркою, як і її брат. Тінейджер-мотоциклістка, носить свій смочок на шиї, годинами базікає телефоном. Славиться своїм приголомшливим співочим голосом, але глядачам так і не дають його почути.
- У серії «Bart to the Future» саму Меґґі не показують, але згадується, що вона стала космонавткою і у неї є дочка, Меґґі-молодша, яка виглядає точно так само, як однорічна Меґґі-старша.
- У серії «Holidays of Future Passed» показано, що вона вокалістка в популярній рок-групі. У серії нею не було сказано жодного слова. Була вагітна і народила дівчинку. Ця серія є єдиною показаною в лаштунках справжнього майбутнього Сімпсонів тож найкращий варіант розвитку подій.